# チャールズ・リー (バスケットボール)
チャールズ・リー（Charles Lee, 1984年11月11日 - ）は、アメリカ合衆国ワシントンD.C.出身のバスケットボール指導者、元プロバスケットボール選手。NBAのシャーロット・ホーネッツでヘッドコーチを務めている。

## 経歴

### 現役時代
バックネル大学では在学最終年となった2005-06シーズンにパトリオット・リーグの最優秀選手賞を受賞し、NCAAトーナメントで2回戦に進出した。リーはバックネル大学がスポーツ選手を対象とした奨学金制度を始める前に入学したため、大学から学費の援助をほとんど受けていなかった。後年ニューヨーク・タイムズはリーを「カレッジバスケットボールにおける、奨学金を受け取らなかった最高の選手の一人」と評している。
2006年のNBAドラフトでは指名がなく、ドラフト後にサンアントニオ・スパーズの一員としてサマーリーグに参加した。その後はヨーロッパのプロリーグでプレーし、2010年に現役引退した。

### コーチ時代
2012年6月25日に、母校であるバックネル大学のアシスタントコーチに就任した。
2014年8月20日、NBAのアトランタ・ホークスのアシスタントコーチに就任した。
2018年、ホークスのヘッドコーチであったマイク・ブーデンホルツァーが新たにミルウォーキー・バックスのヘッドコーチに就任したため、自身もそれを追ってバックスのアシスタントコーチに就任した。2022年にはダービン・ハムの退団により、トップアシスタントコーチに昇格した。
2023年6月11日にボストン・セルティックスのアシスタントコーチに就任した。
2024年5月9日、2024-25シーズンからシャーロット・ホーネッツのヘッドコーチに就任することが発表された。